# Museo d'Aquitania
Il Museo d'Aquitania (in francese Musée d'Aquitaine [myze dakitɛn]) è un museo di storia, archeologia ed etnografia di Bordeaux. Raccoglie reperti storici ed archeologici provenienti dalla regione Aquitania che ripercorrono la storia di Bordeaux e della sua regione dalla preistoria all'età contemporanea.
È stato fondato nel 1962 per iniziativa del museologo francese Georges Henri Rivière, incaricato di riorganizzare i musei di storia, archeologia ed etnofrafia dopo la seconda guerra mondiale. Inizialmente situato nelle sale dell'ala nord del Museo delle belle arti, il museo di Aquitania viene trasferito definitivamente negli anni settanta nell'edificio dell'ex facoltà di lettere e scienze dell'università di Bordeaux, costruito nel XIX secolo.

## Collezioni
Le collezioni del museo raccolgono più di 70.000 reperti che ripercorrono la storia di Bordeaux e dell'Aquitania dalla preistoria ai giorni nostri; 5000 di questi provengono dall'Africa e dall'oceano atlantico e sono testimonianze storiche ed etnografiche del commercio e della tratta atlantica degli schiavi africani a Bordeaux durante il XVIII secolo.
Il museo contiene collezioni permanenti, disposte sul piano terra e sul primo piano dell'edificio, e ospita mostre temporanee. Il piano terra contiene le sale dedicate alla preistoria, alla protostoria, all'epoca romana, al medioevo e all'epoca moderna; nelle sale del primo piano sono esposti i reperti del XVIII, del XIX e del XX secolo. Tra le collezioni fotografiche ed etnografiche merita un posto di rilievo quella di Félix Arnaudin, cui ha dedicato l'intera sua esistenza alla documentazione della Lande di Guascogna.

## La biblioteca
La biblioteca del museo, aperta al pubblico, agli studenti e ai ricercatori, custodisce documenti legati alla storia di Bordeaux e della sua regione; contiene più di 29.000 libri, ricerche universitarie e collezioni di periodici, e le collezioni private degli storici Robert Coulon e François Bordes.

## Localizzazione e trasporti
Situato nel centro della città, tra Place de la Victoire e la cattedrale di Sant'Andrea, il museo è raggiungibile dalla fermata Musée d'Aquitaine della linea B della rete tranviaria cittadina.

## Galleria d'immagini

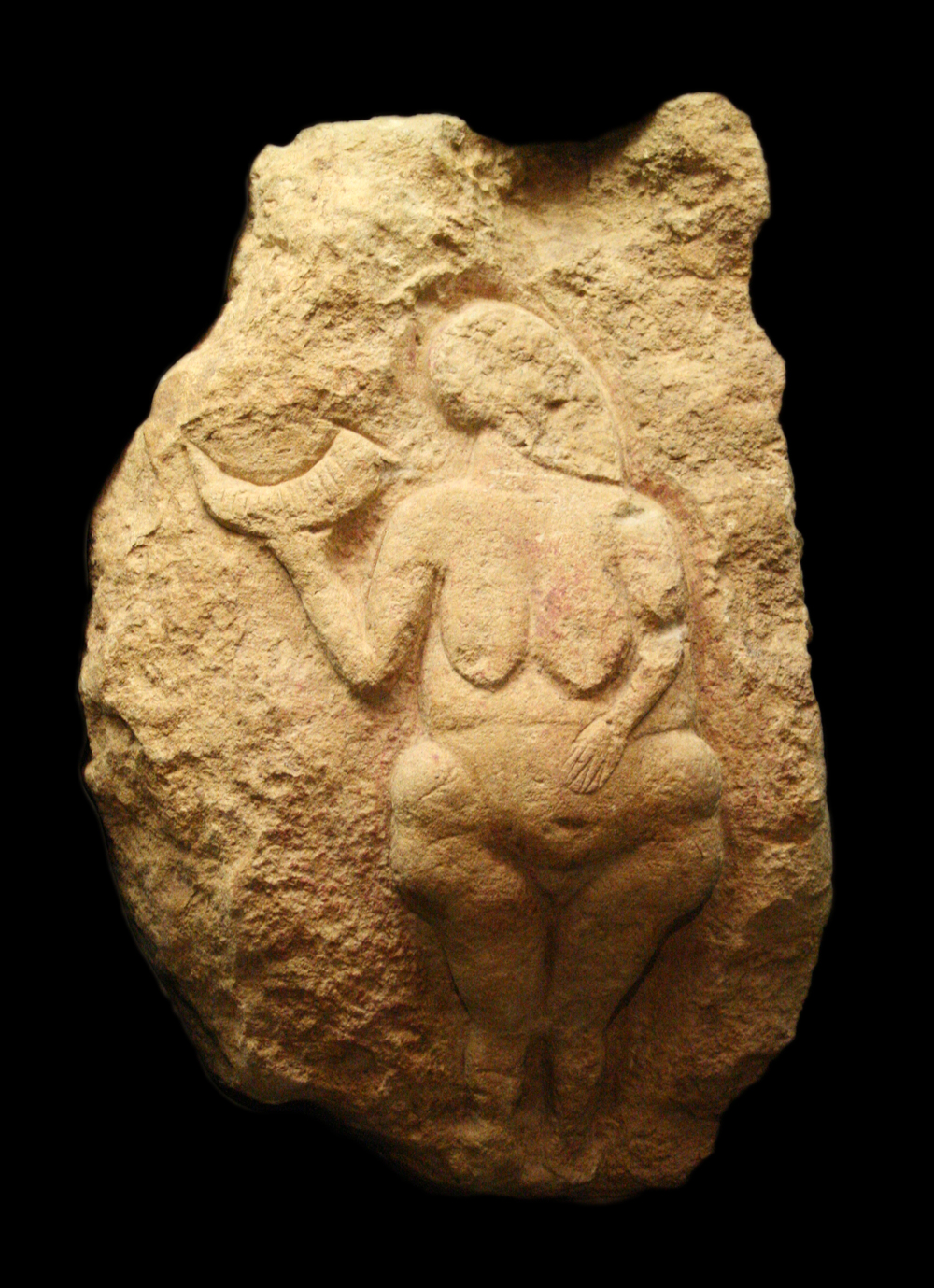
Venere di Laussel
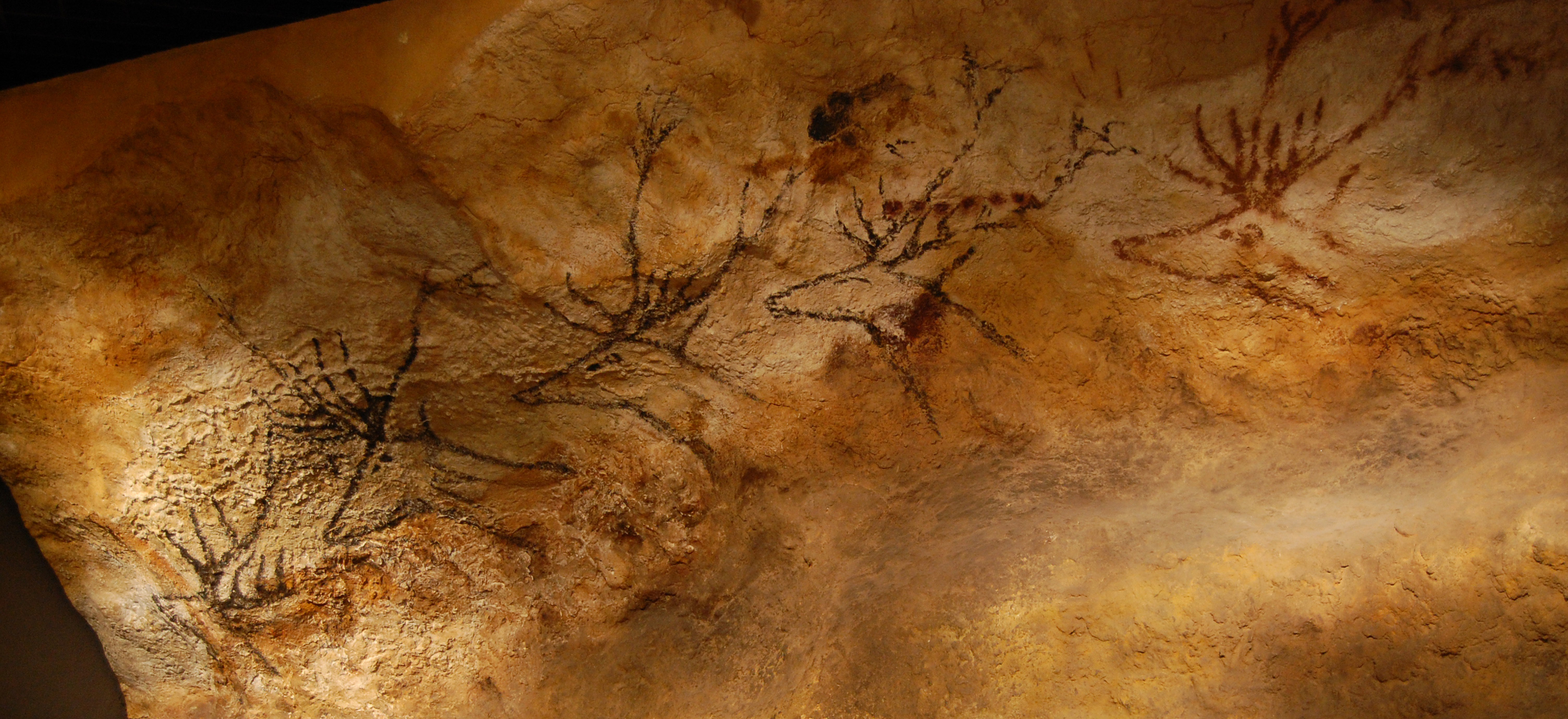
Riproduzione di pittura rupestre delle grotte di Lascaux
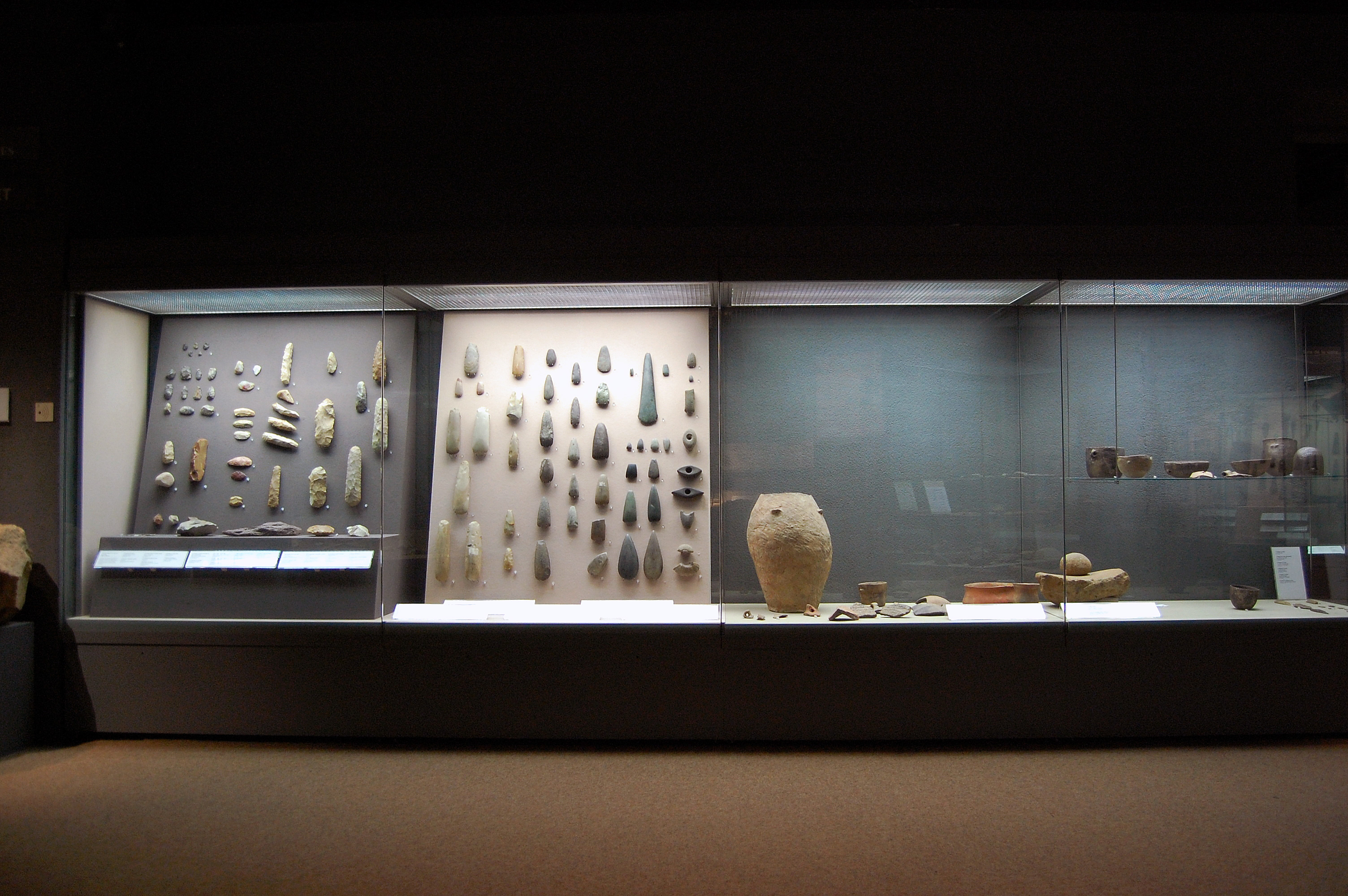
Reperti preistorici
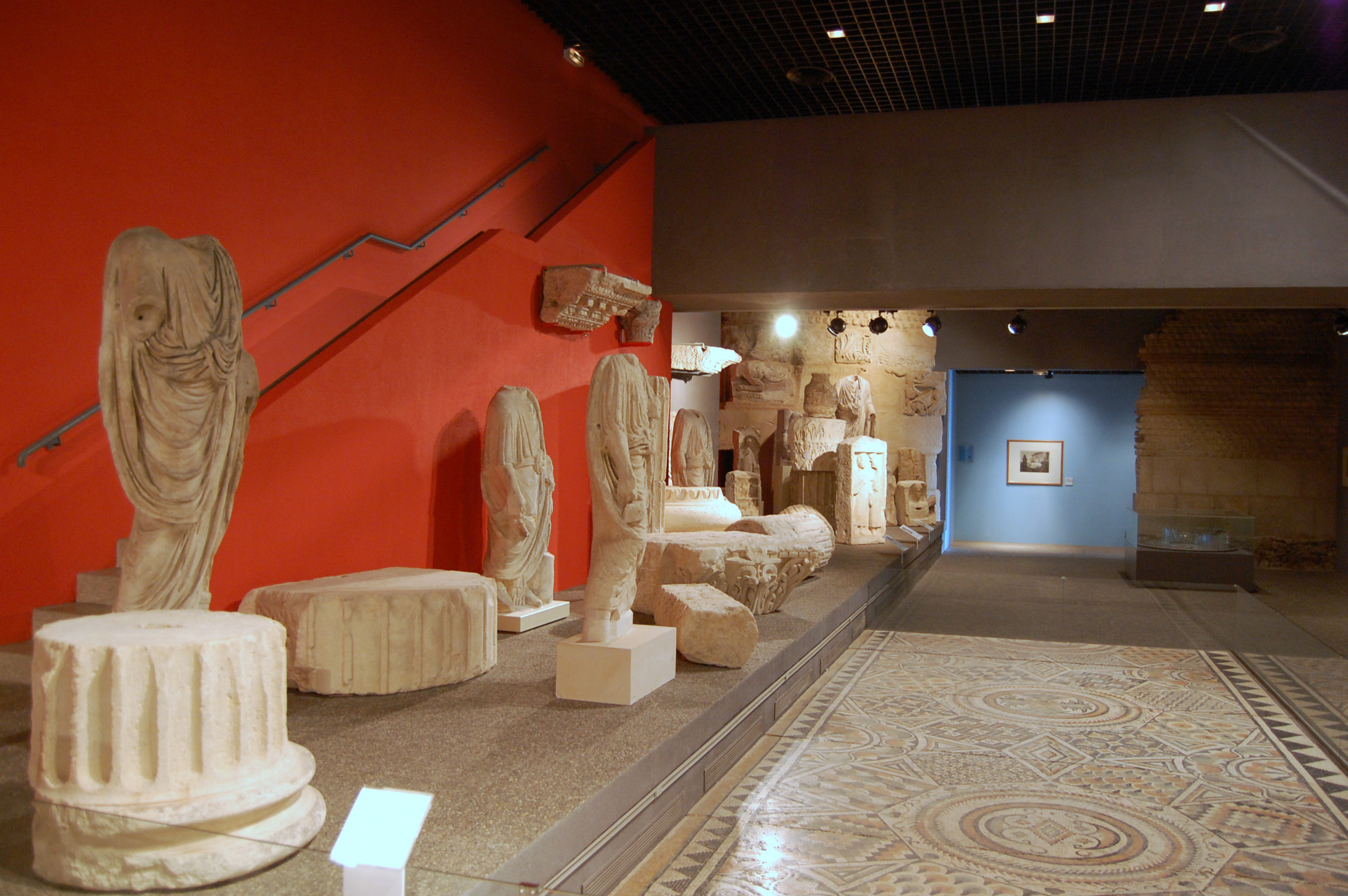
Frammenti di statue e colonne di epoca romana
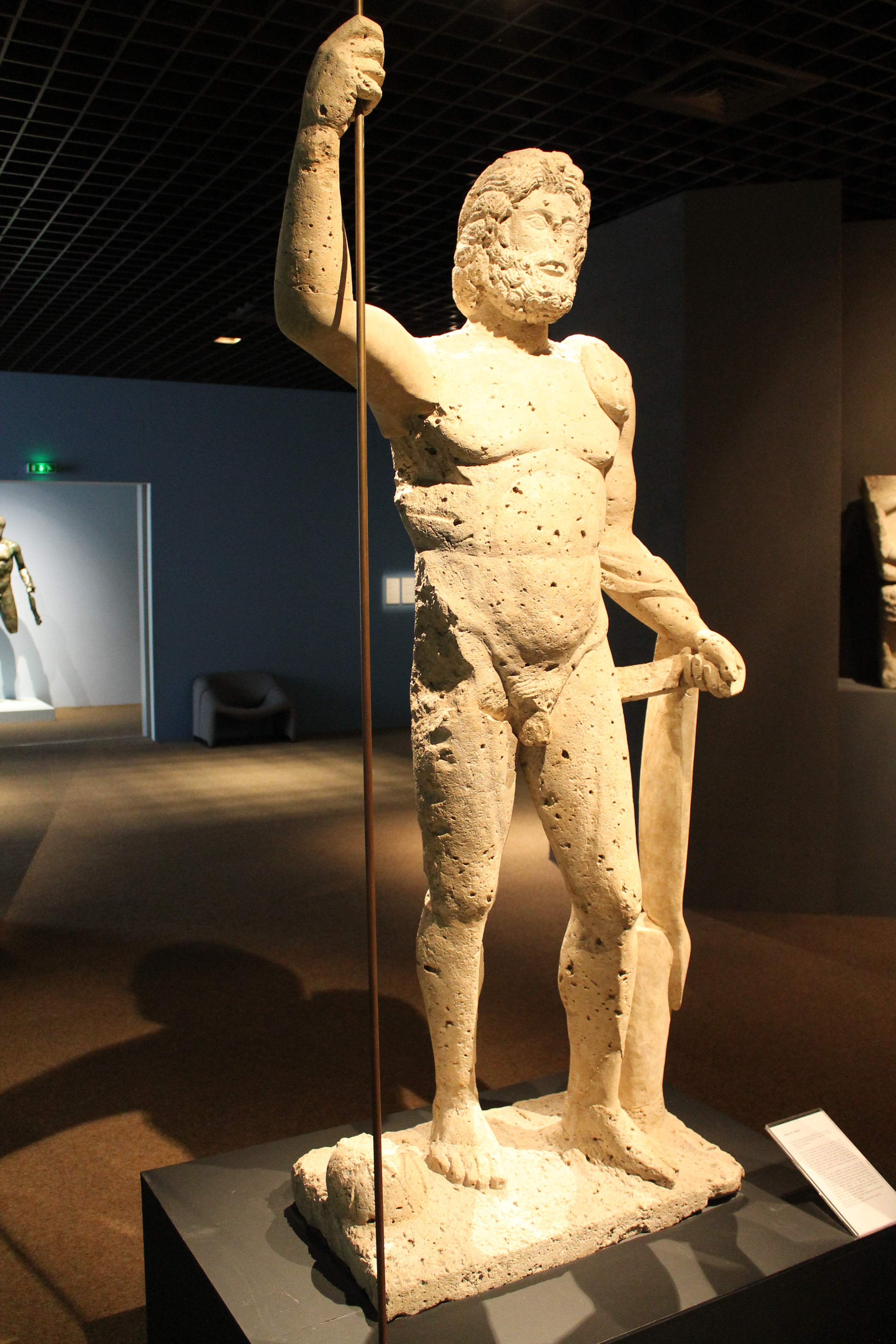
Statua di Giove
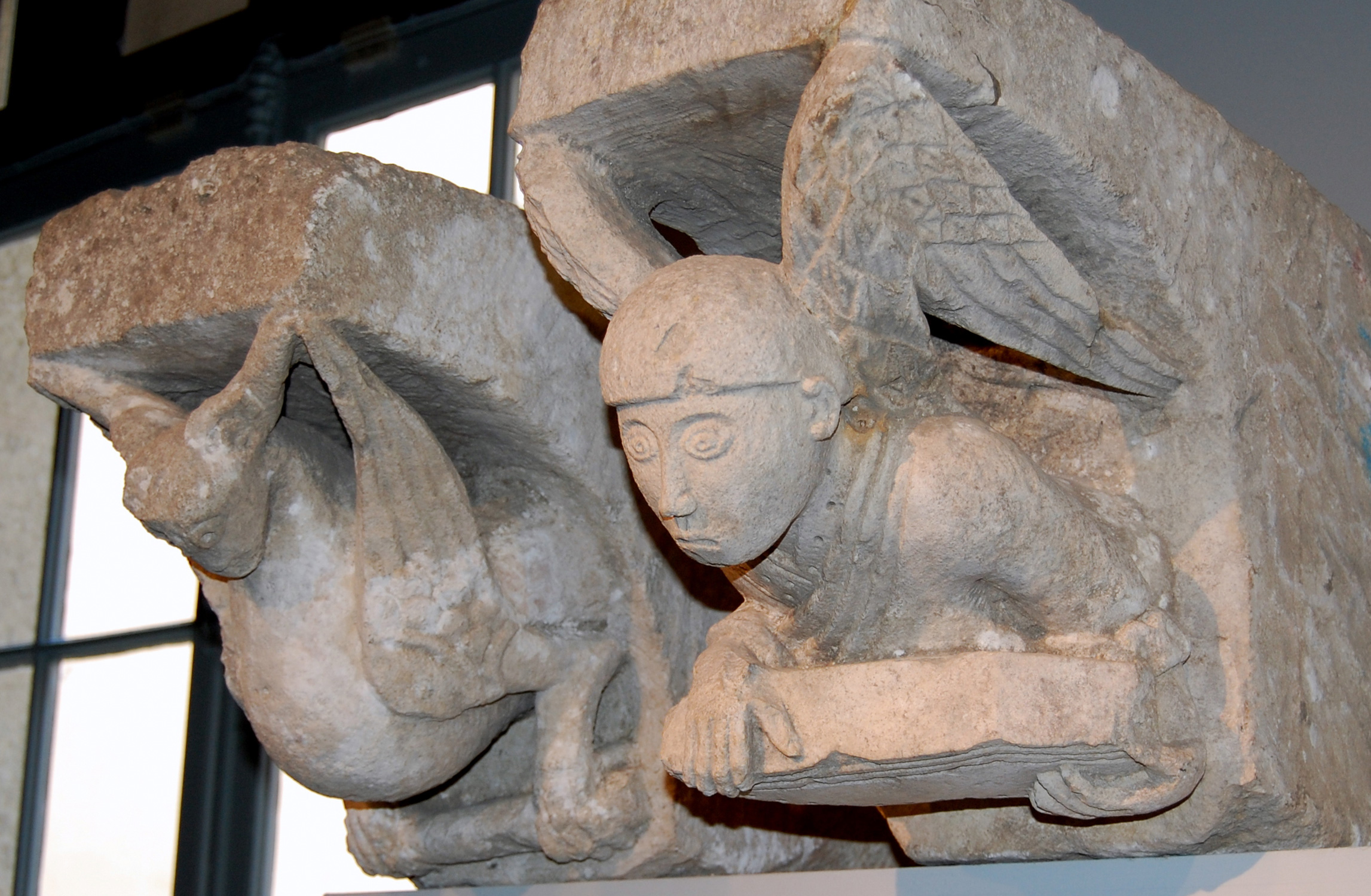
capitelli risalenti al XII secolo
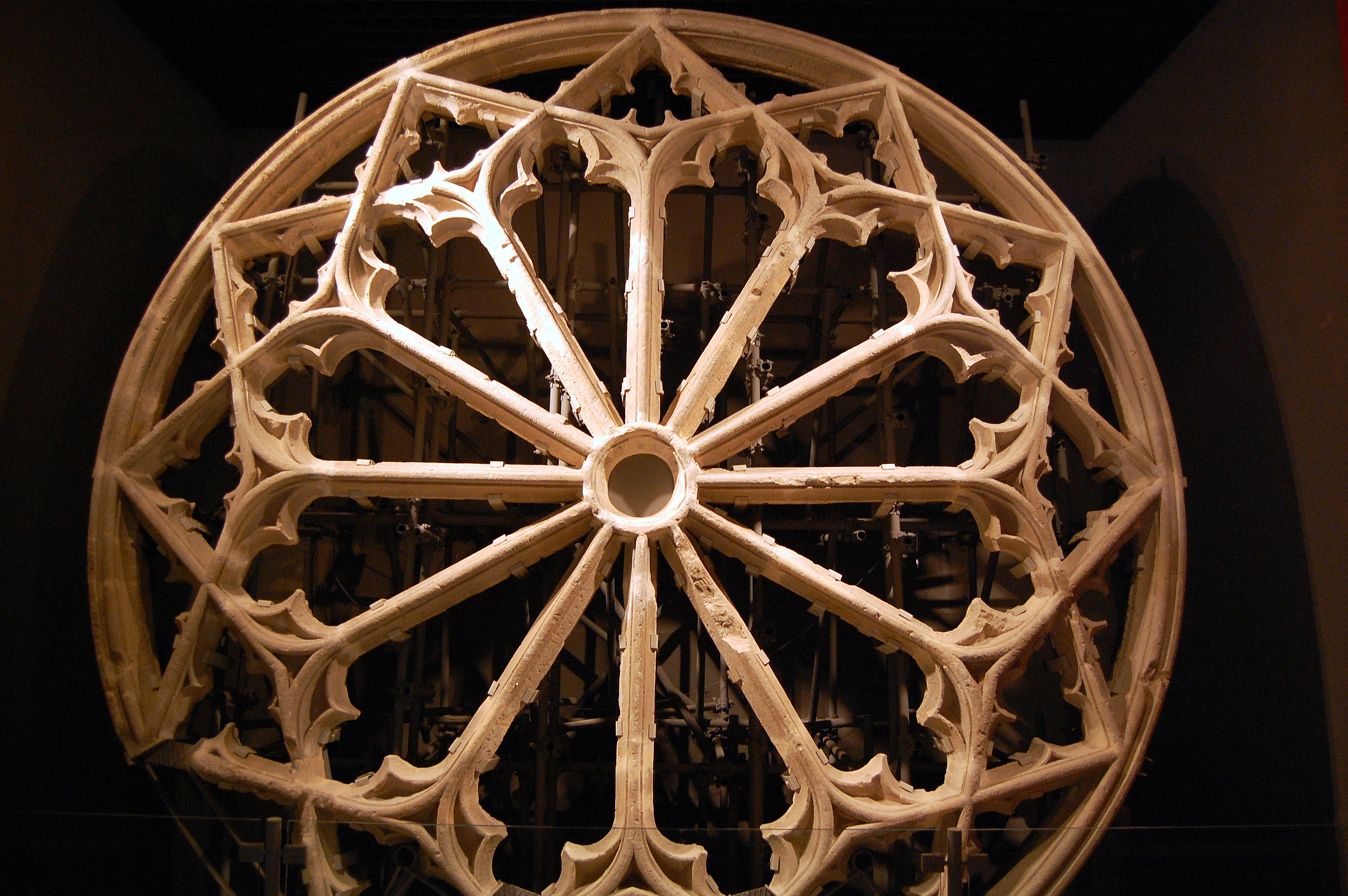
Rosone della Chiesa dei Carmini
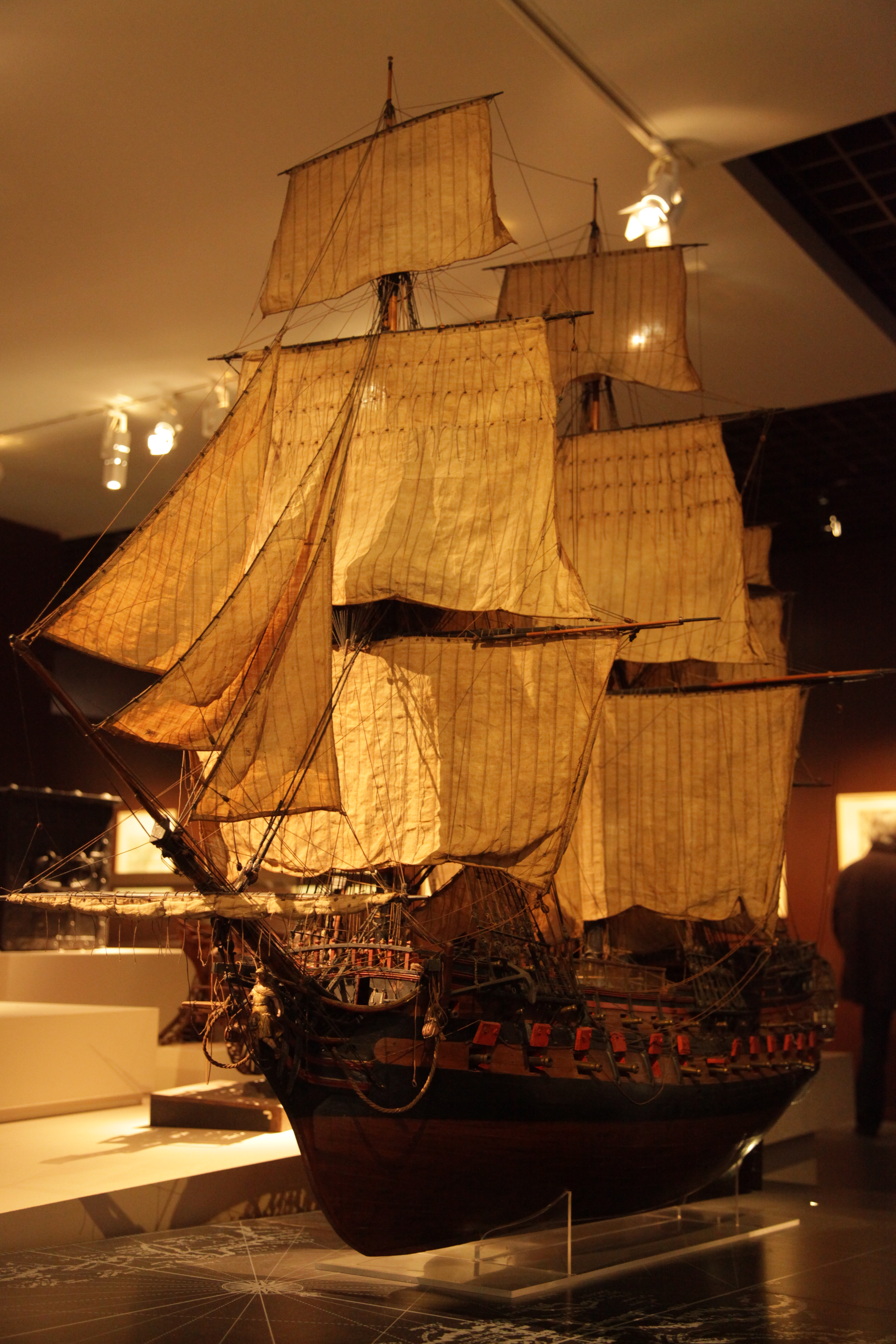
Riproduzione in miniatura di un vascello mercantile
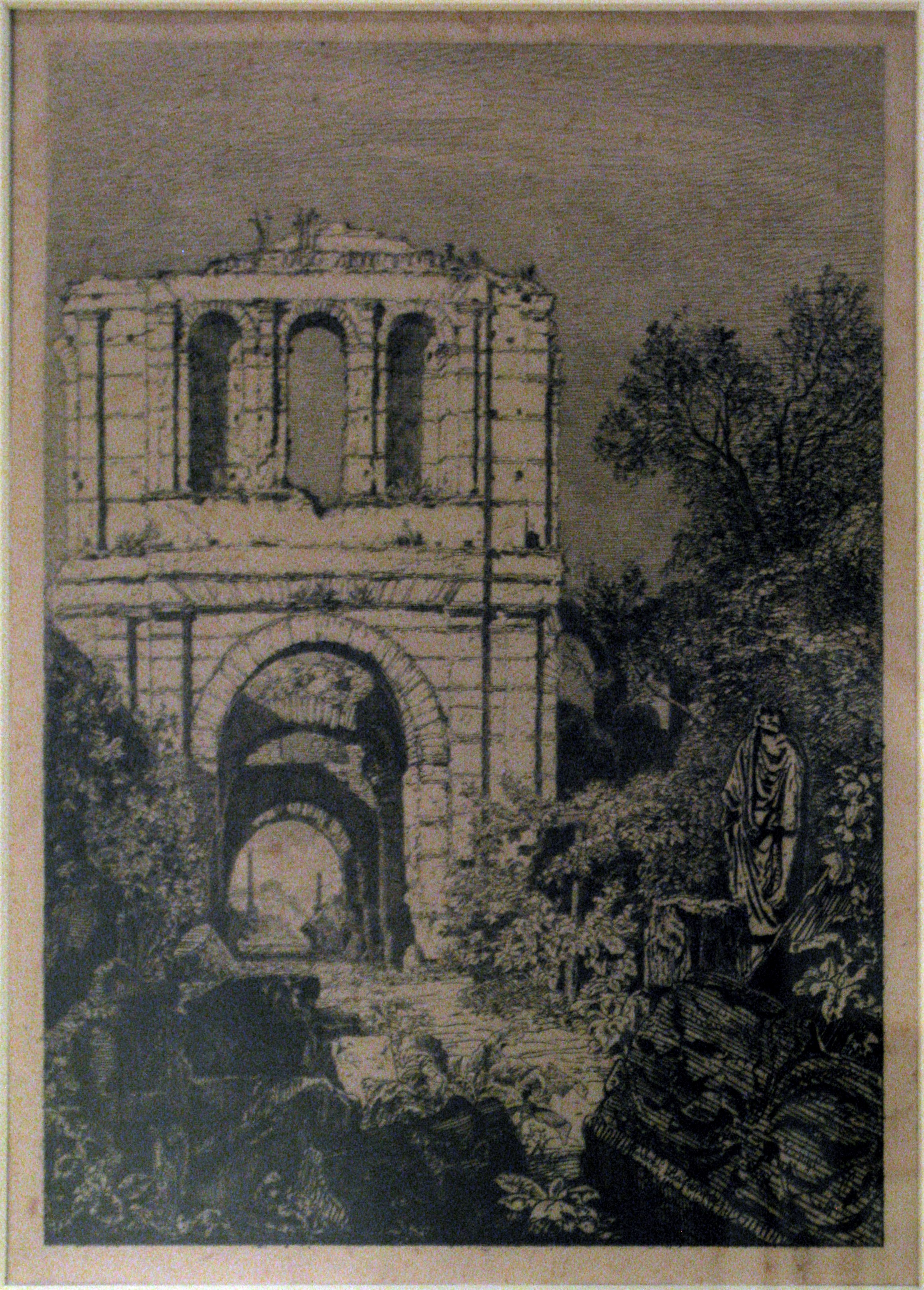
Rappresentazione delle rovine del Palazzo di Gallieno
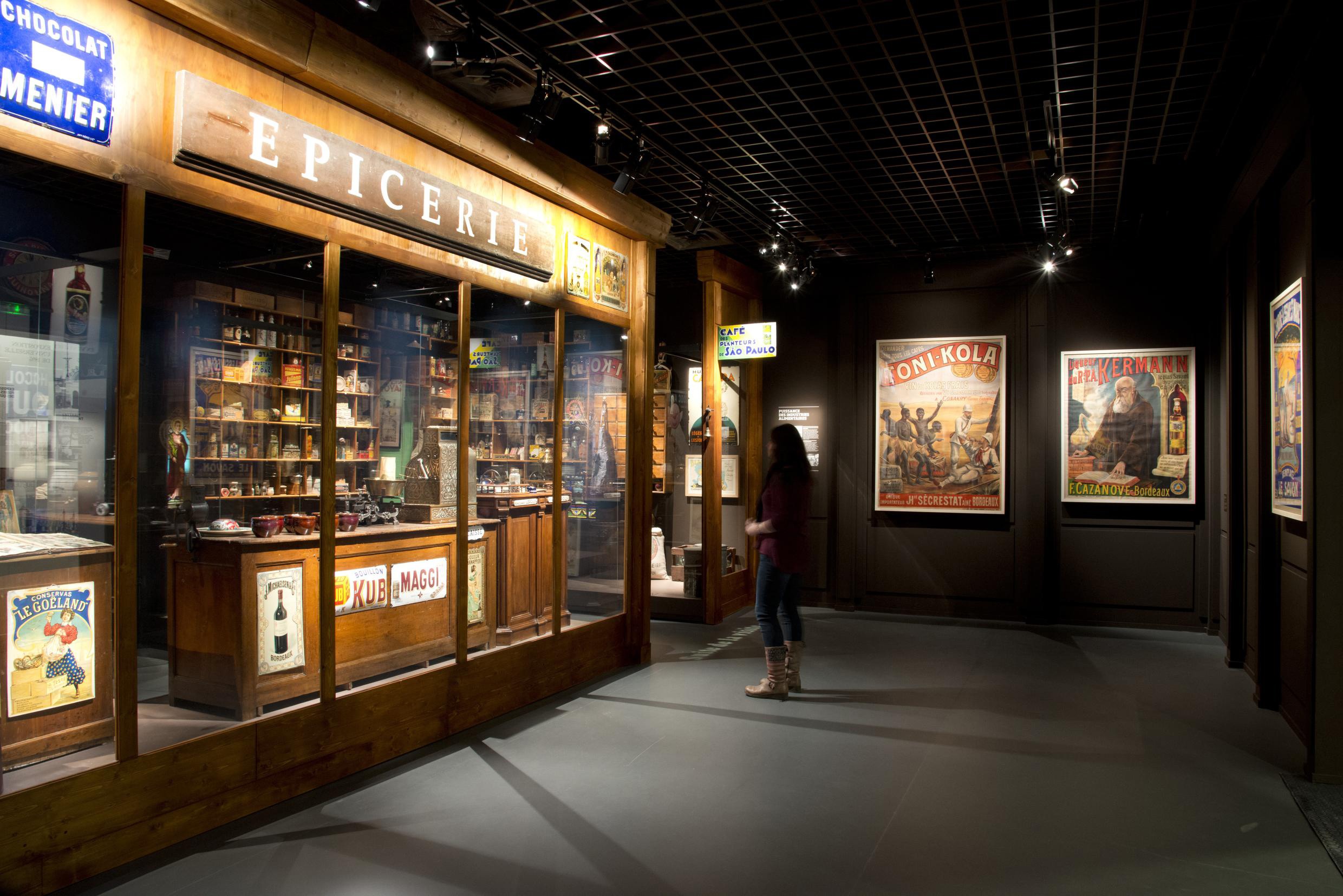
Riproduzione di un negozio di alimentari dei primi anni del XX secolo